# Hanguana
Hanguana, biljni rod od desetak vrsta jednosupnica iz reda Commelinales. Rod čini samostalnu porodicu Hanguanaceae a raširen je po tropskoj jujgoistočnoj Aziji: Borneo, Malaja, Java, Tajland, Vijetnam.

## Vrste
1. Hanguana anthelminthica (Blume ex Schult. & Schult.f.) Masam.
2. Hanguana bakoensis Siti Nurfazilah, Sofiman Othman & P.C.Boyce
3. Hanguana bogneri Tillich & E.Sill
4. Hanguana corneri Škorničk. & P.C.Boyce
5. Hanguana exultans Siti Nurfazilah, Mohd Fahmi, Sofiman Othman & P.C.Boyce
6. Hanguana fraseriana Škorničk. & Kiew
7. Hanguana kassintu Blume
8. Hanguana loi Mohd Fahmi, Sofiman Othman & P.C.Boyce
9. Hanguana major Airy Shaw
10. Hanguana malayana (Jack) Merr.
11. Hanguana minor (Miq.) Skornick. & Niissalo
12. Hanguana neglecta Škorničk. & Niissalo
13. Hanguana nitens Siti Nurfazilah, Mohd Fahmi, Sofiman Othman & P.C.Boyce
14. Hanguana pantiensis Siti Nurfazilah, Mohd Fahmi, Sofiman Othman & P.C.Boyce
15. Hanguana podzolica Siti Nurfazilah, Mohd Fahmi, Sofiman Othman & P.C.Boyce
16. Hanguana rubinea Škorničk. & P.C.Boyce
17. Hanguana stenopoda Siti Nurfazilah, Mohd Fahmi, Sofiman Othman & P.C.Boyce
18. Hanguana thailandica Wijedasa & Niissalo
19. Hanguana triangulata Škorničk. & P.C.Boyce

## Sinonimi
- Susum Blume
- Veratronia Miq.